# Ciepłownia Kawęczyn

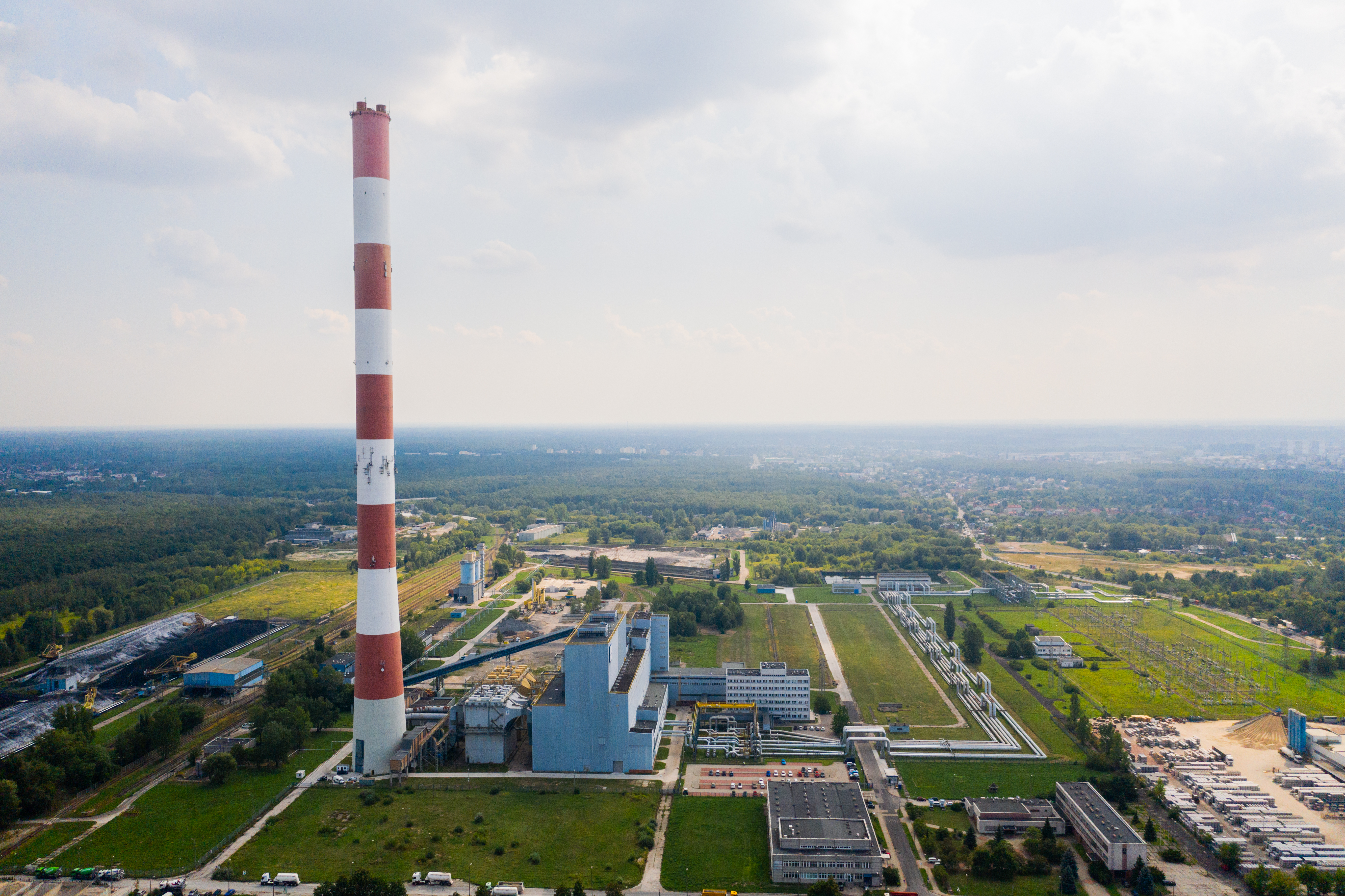
Kompleks Ciepłowni Kawęczyn z 300-metrowym kominem

Ciepłownia Kawęczyn – ciepłownia znajdująca się przy ul. Chełmżyńskiej 180, na Kawęczynie, w dzielnicy Rembertów w Warszawie. Właścicielem zakładu jest spółka Orlen Termika S.A.

## Opis
Budowa Ciepłowni Kawęczyn rozpoczęła się w 1979 roku. Zakład został uruchomiony w 1983 roku. Jest najmłodszym i trzecim co do wielkości źródłem ciepła dla Warszawy. 
- Moc cieplna – 453 MWt[2].

- Jednostki wytwórcze: Kocioł wodny WP200, opalany węglem, mogący pracować z wydajnością 110%; 2 kotły wodne HWB-110/121-V, opalane gazem oraz lekkim olejem opałowym mogące pracować z wydajnością 110%

Ciepłownia spełnia dyrektywę UE dla istniejących źródeł szczytowych i jest uruchamiana gdy średniodobowa temperatura zewnętrzna spadnie poniżej -1℃.  W wyniku inwestycji mających na celu dostosowanie zakładu do bardziej restrykcyjnych norm emisji spalin wybudowane zostały dwie nowe jednostki, które zastąpiły jeden z kotłów węglowych, wyłączony z eksploatacji z końcem kwietnia 2025 roku. W 2023 przekazano do eksploatacji farmę fotowoltaiczną o mocy 0,999 MWp.
Komin ciepłowni Kawęczyn ma wysokość 300 metrów.